# Стефанопулос, Джордж
Джордж Роберт Стефанопулос (англ. George Robert Stephanopoulos, греч. Γεώργιος Στεφανόπουλος; 10 февраля 1961 года, Фолл-Ривер, Массачусетс) — американский телеведущий и политический консультант. Родился в семье греческого православного священника.
В настоящее время — глава корреспонденции в ABC News из Вашингтона и ведущий программы This Week, которая транслируется по воскресным утрам. До ABC News был консультантом в президентских выборах в США в 1992 году, затем стал директором по связям с общественностью Билла Клинтона.
Ведет круглый стол «Эта неделя с Джорджем Стефанопулосом» вместе с Коки Робертс.
С 20 ноября 2001 года женат на актрисе Александре Уэнтуорт, у них две дочери. Живёт с семьёй в Вашингтоне.
Член Ордена святого апостола Андрея, носит оффикий (титул) архонта Вселенского Патриархата Константинополя.

## Ранняя жизнь и образование
Джордж Роберт Стефанопулос родился в Фолл Ривере, Массачусетс и вырос в Пурчейсе, Нью-Йорк, затем Кливленде, Огайо, там живут греки-иммигранты. Его отец являлся греческим православным священником (бывший декан Свято-Троицкого собора в Нью-Йорке), уже давно считался ввода священство сам. Однако, когда он был первокурсником в оранжевой (Orange) средней школы в Огайо, он решил, что он будет продолжать изучать иную профессию. Стефанопулос боролся за конкурентоспособностью в средней школе. Стефанопулос получил степень бакалавра из Колумбии в 1982 году, где он был телевещателем для спортивного телеканала WKCR. Окончив с отличием специальность «политические науки», Стефанопулос был с самым высшим титулом на своём факультете. Кроме того, он был удостоен стипендии Трумэна. Он вернулся в свою альма-матер в 2003 году, в качестве дневного класс-спикера Колумбийского колледжа.
Отец Стефанопулоса всегда хотел, чтобы его сын стал адвокатом, если не священником, и он обещал отцу, что он будет учиться в юридическом институте в конечном итоге. Сначала он принялся на работу к конгрессмену из Кливленда, а также работал в качестве помощника в Вашингтоне. Тем не менее, отец постоянно допрашивал сына, когда он будет учиться на юридическом факультете, и когда Джордж согласится принять участие в юридическом факультете, ему предложат стипендию Родса. Несмотря на то, что он был отвергнут на стипендию во время последнего года обучения в Колумбийском, Стефанопулос получил её со второй попытки.
В то время когда был в Оксфорде, Стефанопулос получил степень магистра богословия в колледже Балиол в стипендию Родса. Он сообщил, что тратил многого времени, пытаясь искоренить свои политические наклонности в глубокой философии во время обучения в Оксфорде.
В мае 2007 года Стефанопулос получил почёт доктора прав из университета Санкт-Джон.

## В начале карьеры
После колледжа, Стефанопулос присоединилися в сотрудничество с Эдом Феян как законодательный помощник, а затем работал в качестве начальником его штаба. В 1988 году Стефанопулос работал в кампании Майкла Дукасисом. Он писал о том что одна из достопримечательностей в этой кампании заключалась в том, что Дукакис был греко-американским либералом из Массачусетса. После этой кампании, Стефанопулос стал работать с Диком Гефардтом в и нго а должность занимала до тех пор, пока он присоединился к кампании Клинтона.

## Администрация Клинтона
Стефанопулос был, совместно с Дэвидом Вильгельмом и Джеймс Кервилл, ведущим членом в кампании Клинтона в 1992 году. Его роль в этой кампании изображена в документальном фильме «Война заседаний».
В начале президентства Клинтона, Стефанопулос в качестве де-факто пресс-секретаря, пресс-брифинг, хотя Ди-Ди Майерз была официальным пресс-секретарём Белого дома.
Позднее он был переведен на должность старшего советника по вопросам политики и стратегии, когда Ди-Ди Майерз лично начала проводить брифинги (после нескольких словесных ошибок Стефанопулоса) и Дэвид Герген был доставлен в качестве нового директора Белого Дома. Этот шаг в значительной степени рассматривается как упрек в обращение Стефанопулоса в общественных отношений в течение первых шести месяцев в администрации Клинтона.
25 февраля 1994 года Джордж Стефанопулос и Гарольд Икес провели конференцию с Роджером Алтманым обсудить резолюцию доверии корпорации (RTC) для выбора республиканского адвоката Джея Стефенса главой Мэдисона Гарантия, который позже превратился в расследователя.
Стефанопулоса уволился из администрации Клинтона вскоре после переизбрания Клинтона 1996 году.
Его мемуар из 1999 года под названием «Все слишком человечные: политическое образование», был опубликован после того, как он покинул Белый дом Клинтона во время второго срока. этот мемуар в скорее стал бестселлером газеты The New York Times. В своей книге, Стефанопулос рассказывает о его депрессии и о том, как его лицо вспыхнуло в ульев из-за давления передачи сообщений Клинтона в Белом доме. Билл Клинтон упомянул о книге о своей автобиографии, «Моя жизнь» (My Life), извинившись за то, что он считает, в ретроспективе надо быть чрезмерными в требованиях, предъявляемыми к молодому сотруднику. Книга охватывает весь период с того дня как Стефанопулос встретился с Клинтоном в сентябре 1991 года и до того дня когда покинул Белый дом в декабре 1996 года, через два президентских кампаний и четырёх лет в Белом доме.
Стефанопулоса описывает Клинтона в книге, как «человек которому сложно реагировать на давление и удовольствий жизни общества и таким образом, я обнаружил, как он всё ужасно терпит».
Джордж Стефанопулос также является членом Бильдербергского клуба.

## ABC NewsиThis Week
Покинув Белый дом в конце первой должности президента Клинтона, Стефанопулос стал политическим аналитиком ABC News и работал в качестве корреспондента по воскресеньям на телеканале ABC, участвовал в эти программы: This Week, World News with Charles Gibson , Good Morning America. Его участие была в специальных эфирах. В сентябре 2002 года Стефанопулос стал ведущим программ: This Week, и ABC News и Джордж официально был назван «главный корреспондент Вашингтона» в декабре 2005 года.
В марте 2021 и в июле 2024 года взял интервью у Джо Байдена.
19 марта 2024 года Дональд Трамп подал иск о клевете против Стефанопулоса и ABC News за трансляцию This Week 10 марта, утверждая, что Стефанопулос нанес ущерб репутации Трампа. 14 декабря 2024 года Джордж Стефанопулос и ABC News урегулировали судебный процесс, выплатив 15+1 миллион долларов президентской библиотеке Дональда Трампа, а также принесли Трампу публичные извинения за неоднократные ложные заявления Стефанопулоса о Трампе в марте.